# Mistrzostwa Świata Juniorów w Łyżwiarstwie Szybkim 2019
48. Mistrzostwa świata juniorów w łyżwiarstwie szybkim 2019 – zawody sportowe, które odbyły się w dniach 15-17 lutego we włoskim Baselga di Piné. Były to szóste w historii mistrzostwa świata, które zostały rozegrane we Włoszech oraz drugie w Baselga di Piné (pierwsze odbyły się w 1993 roku). Wcześniej gospodarzem imprezy tej rangi były również miasta Cortina d’Ampezzo, Madonna di Campiglio oraz dwukrotnie Collalbo. Zawody odbyły się na torze Stadio del Ghiaccio. Polska zdobyła 4 medale. Były to krążki zdobyte przez Karolinę Bosiek na dystansie 1000 m (brąz), 1500 m (srebro), 3000 m (brąz) oraz w wieloboju (srebro).

## Tabela medalowa
| Lp. | Kraj             | Złoto | Srebro | Brąz | Razem |
| 1.  | Holandia         | 7     | 5      | 4    | 16    |
| 2.  | Korea Południowa | 2     | 2      | 0    | 4     |
| 3.  | Norwegia         | 2     | 1      | 3    | 6     |
| 4.  | Japonia          | 2     | 0      | 2    | 4     |
| 5.  | Włochy           | 1     | 0      | 2    | 3     |
| 6.  | Austria          | 1     | 0      | 0    | 1     |
| 6.  | Niemcy           | 1     | 0      | 0    | 1     |
| 8.  | Rosja            | 0     | 5      | 4    | 9     |
| 9.  | Polska           | 0     | 2      | 2    | 4     |
| 10. | Chiny            | 0     | 1      | 0    | 1     |

## Medale
| Konkurencja      | Złoto                                                       | Srebro                                                           | Brąz                                                                     |
| Mężczyźni        |                                                             |                                                                  |                                                                          |
| 500 metrów       | Koki Kubo                                                   | Artiom Ariefjew                                                  | Katsuhiro Kuratsubo Janno Botman                                         |
| 1000 metrów      | Janno Botman                                                | Chung Jae-won                                                    | Stiepan Chistiakow                                                       |
| 1500 metrów      | Chung Jae-won                                               | Siergiej Łoginow                                                 | Francesco Betti                                                          |
| 5000 metrów      | Lukas Mann                                                  | Hallgeir Engebråten                                              | Daniił Ałdoszkin                                                         |
| Start masowy     | Gabriel Odor                                                | Merijn Scheperkamp                                               | Tsubasa Horikawa                                                         |
| Wielobój         | Chung Jae-won                                               | Stiepan Chistiakow                                               | Francesco Betti                                                          |
| Sprint drużynowy | Holandia Mika van Essen · Merijn Scheperkamp · Janno Botman | Korea Południowa Oh Sang-hun · Cho Sang-hyeok · Park Seong-hyeon | Rosja Artiom Ariefjew · Nikołaj Trusow · Siergiej Łoginow                |
| Bieg drużynowy   | Norwegia Hallgeir Engebråten · Tobias Fløiten · Isak Høiby  | Rosja Siergiej Łoginow · Daniił Ałdoszkin · Stiepan Chistiakow   | Holandia Jordy van Workum · Yves Vergeer · Merijn Scheperkamp            |
| Kobiety          |                                                             |                                                                  |                                                                          |
| 500 metrów       | Femke Beuling                                               | Femke Kok                                                        | Michelle de Jong                                                         |
| 1000 metrów      | Michelle de Jong                                            | Femke Kok                                                        | Karolina Bosiek                                                          |
| 1500 metrów      | Femke Kok                                                   | Karolina Bosiek                                                  | Ragne Wiklund                                                            |
| 3000 metrów      | Ragne Wiklund                                               | Robin Groot                                                      | Karolina Bosiek                                                          |
| Start masowy     | Laura Peveri                                                | Ma Yuhan                                                         | Robin Groot                                                              |
| Wielobój         | Femke Kok                                                   | Karolina Bosiek                                                  | Ragne Wiklund                                                            |
| Sprint drużynowy | Holandia Femke Kok · Femke Beuling · Michelle de Jong       | Rosja Anna Waszkene · Anastasja Korkina · Kristina Silajewa      | Norwegia Julie Nistad Samsonsen · Ane By Farstad · Ragne Wiklund         |
| Bieg drużynowy   | Japonia Lemi Williamson · Karuna Koyama · Rin Kosaka        | Holandia Femke Kok · Robin Groot · Paulien Verhaar               | Rosja Kristina Silajewa · Jelizawieta Agafoszina · Anastasija Grigorjewa |